# Waldemar Beijer
Georg Waldemar Beijer, född 3 februari 1861 i Malmö, död 18 maj 1931 i Stockholm, var en svensk köpman.

## Biografi
Beijer, som var son till stadskamrer Gottfrid Beijer, studerade i Malmö latinskola, tjänstgjorde 1878–89 i Riga, Lille och London och företog affärsresor i Frankrike, USA och Australien till 1894. Han etablerade sistnämnda år en filial till malmöföretaget G&L Beijer i Stockholm, vilken redan 1904 blev ett separat bolag med honom själv som innehavare (sedermera under namnet AB Kol & Koks och ännu senare Beijerinvest).